# Valérie Harvey
Œuvres principales
- Passion Japon - Sur les chemins de Kyoto (2025)
- Révolution Papa (2021)
- L'Héritage du Kami (2020)
- L'Ombre du Shinobi (2019)
- Les Fleurs du Nord (2016)

Valérie Harvey est une écrivaine et sociologue québécoise. Elle s'intéresse principalement au Japon où elle a vécu quelques années (à Kyoto), avec plusieurs publications consacrées à ce pays. Pour son doctorat en sociologie, elle est revenue au Québec pour étudier les pères québécois et les congés parentaux. Elle a fait un postdoctorat en sociologie à l'Université Kōnan (Kobe, Japon) en 2022-2023 sur la famille japonaise.
Elle est sociologue sur les ondes d'ICI Radio-Canada Première à l'émission Pénélope.
Elle a enseigné le japonais au Collège Saint-Charles-Garnier à Québec. Elle a également traduit la poétesse Misuzu Kaneko en français aux éditions Québec Amérique.

## Biographie
Valérie Harvey est née à La Malbaie, dans la région de Charlevoix, au Québec. Elle y fait ses études jusqu'au cégep, où elle se spécialise en arts et lettres. Elle continue dans cette voie à l'Université de Sherbrooke où elle réalise un premier baccalauréat en littérature francophone, puis un deuxième baccalauréat en communications et multimédia. Parallèlement à ces études, elle étudie plusieurs langues, ce qui l'amène au japonais.
En 2003, elle commence à tenir le blogue de voyage Nomadesse. En 2006, elle quitte le Québec pour vivre un an à Kyoto, au Japon. En 2010, les éditions Hamac-Carnets publient son premier livre sur le Japon, le carnet de voyage Passion Japon qui sera réécrit et publié par Somme toute (éditeur) en 2025. Elle écrira ensuite plusieurs romans dans un monde japonais nordique chez Québec Amérique.
Elle retourne aux études en 2009 pour réaliser une maîtrise en sociologie à l'Université Laval sur le désir d'enfant des Japonaises. Elle a fait son doctorat en sociologie sur la question des pères québécois et des congés parentaux. Elle fut sociologue aux émissions Ça prend un village, aux Éclaireurs, ainsi qu'à la table des Humanistes de l'émission Médium large sur les ondes d'ICI Radio-Canada.
En tant que chanteuse et autrice, elle a fait partie du duo Yume qui composait et interprétait des chansons en japonais et en français.

## Œuvres
- Passion Japon - Sur les chemins de Kyoto, Somme toute (éditeur), 2025  (ISBN 9782897945206)
- Révolution Papa, Comment les pères québécois transforment la masculinité, Québec Amérique, 2021  (ISBN 978-2-7644-4282-1)

- Série Hokkaidô, Québec Amérique, coll. Magellan :

- Les Fleurs du Nord, 2016, réédition 2019  (ISBN 978-2-7644-3929-6)
- L'Ombre du Shinobi, 2019  (ISBN 978-2-7644-3770-4)
- L'Héritage du Kami, 2020  (ISBN 978-2-7644-4000-1)
- Nous sommes tous différents et nous sommes tous beaux, traduction de la poésie de Misuzu Kaneko, Québec Amérique, 2019  (ISBN 978-2-7644-3743-8)
- Série Idole, Les éditions Nomadesse :

1. Idole - Anna de Charlevoix, 2017
2. Idole 2 - Anna de nulle part, 2019

- L'amour au cœur de la vie: 15 regards sur l'amour (sous la direction de Valérie Harvey), Québec Amérique, 2017  (ISBN 978-2-7644-3347-8)
- Passion Islande, Hamac-carnets, 2016  (ISBN 978-2-8944-8845-4)
- La Pomme de Justine, Québec Amérique, 2013  (ISBN 978-2-7644-1690-7)
- Le pari impossible des Japonaises. Enquête sur le désir d'enfant au Japon, Septentrion, 2012  (ISBN 978-2-8944-8704-4)
- Les découvertes de Papille au Japon, Chenelière, 2012  (ISBN 978-2-8947-1429-4)
- Passion Japon: Voyage au cœur du Japon moderne, Hamac-carnets, 2010  (ISBN 978-2-8944-8618-4)

## Distinctions

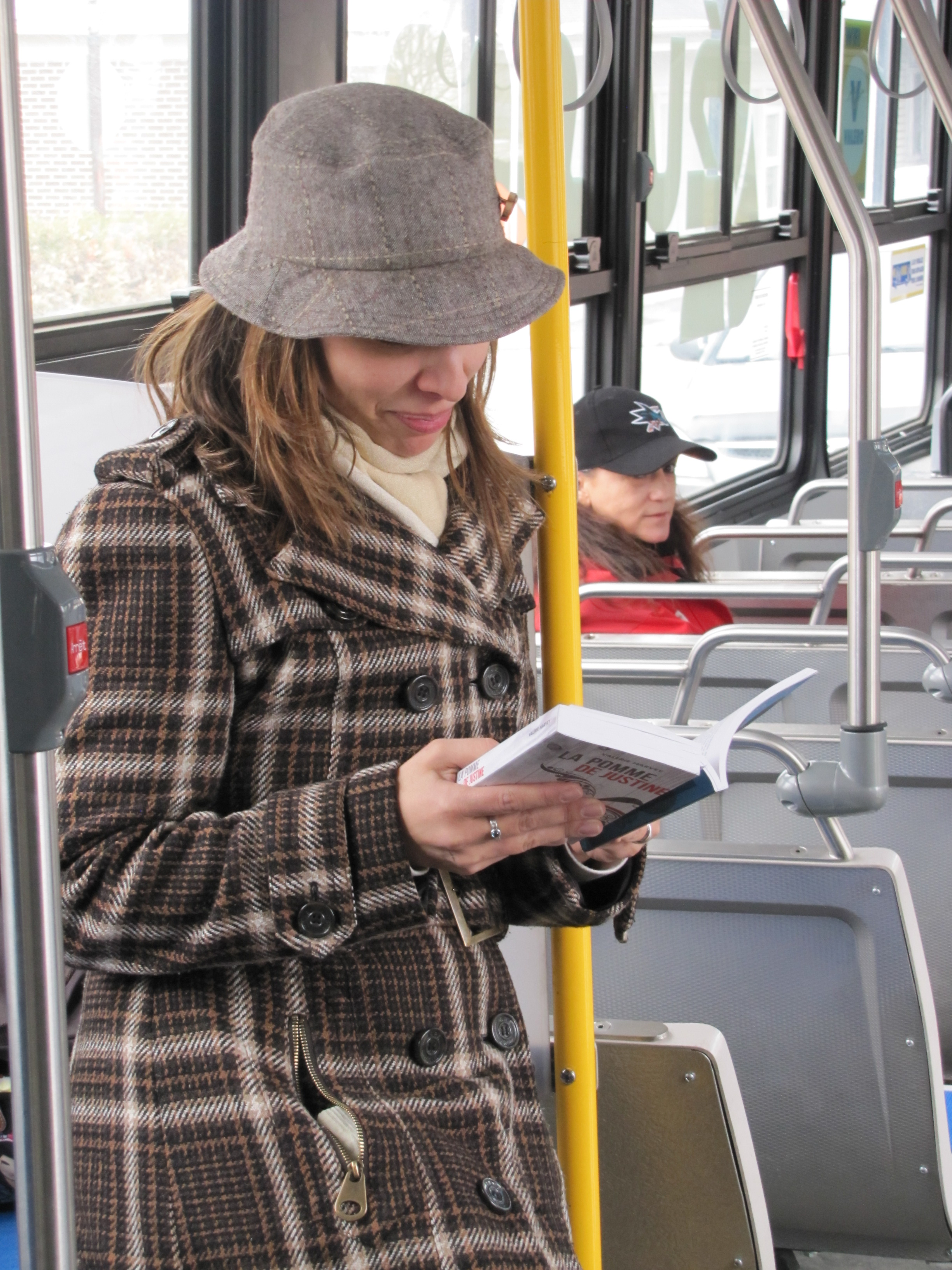
Lecture publique, Journée mondiale du livre et du droit d'auteur, 2015.

2021 :
- Japon Prix spécial de l'émission NHK Nodo Jiman[7] - Let's Sing Japanese Songs de la NHK World

2020 :
- Finaliste du Prix de création littéraire de la Ville de Québec et du Salon international du livre de Québec[8] pour L'Ombre du Shinobi

2018 :
- Prix littéraire des Univers parallèles[9] pour Les Fleurs du Nord
- Finaliste pour le Prix Adolecteurs[10] pour Les Fleurs du Nord

2015 :
- Japon Prix spécial du jury de We love Japanese Songs[11] par la NHK World